# Luc Haekens
Luc Haekens (Scherpenheuvel-Zichem, 1968) is een Belgisch journalist, auteur en acteur. Hij is vooral bekend van de VIER-programma's De Blauwe Gids en De Ideale Wereld, waarin hij mensen spottend interviewt. 
Luc Haekens studeerde in 1992 af aan het RITS in Brussel in radiodocumentaire en tv-reportage. Hij begon zijn carrière als radiomaker bij de VRT. Hij werkte mee aan programma's zoals Panorama, totdat hij in 1997 overstapte naar Woestijnvis. Hij maakte o.a. reportages over het proces Marc Dutroux en de zaak Jo Lernout. Bij Woestijnvis werkte hij 15 jaar mee aan het populaire tv-programma Man bijt hond. Nadat dit programma ermee ophield, is hij tot op heden reporter bij De Ideale Wereld, waar hij mensen beet neemt. In 2015 maakte hij ook de televisieserie De Blauwe Gids waarin hij de Belgische adel in kaart bracht en bij mensen van adel op bezoek ging. Hij bracht datzelfde jaar ook het gelijknamige boek uit. Haekens debuteerde in 2018 als fictieschrijver met zijn roman De Ideale Walter, waarin Haekens een satirische kwinkslag geeft aan de tv-wereld. Samen met Peter De Roeck startte hij podcastbedrijf ‘The Podcast Planet’ op. In 2022 verliet hij Woestijnvis en zette in samenwerking met De Roeck een eigen productiehuis Djangoo op. Hij werkte dat jaar aan een programma over Erasmusstudenten in het buitenland. Het Grote Onbekende werd uitgezonden op Eén vanaf oktober 2022. In 2024 werd hij reporter voor Iedereen beroemd met de rubriek 'De Europese gezant'. Bij de terugkeer van Man bijt hond in 2025 ging hij opnieuw, deeltijds, voor dat programma aan de slag.
In 2025 verscheen op VRT Canvas de documentaire Steve Stevaert, de schaduw van de macht, een vierdelige reeks van Haekens over Steve Stevaert. Er kwam ook een podcast over het thema macht en leiderschap, met als titel Macht verandert alles, dat hij samen met documentairemaakster Lotte Nijsten maakt.
In 2015 begon Haekens met een eigen wijngaard op hun Domein Coberger en zijn vrouw met een streekproductenwinkel in hartje Scherpenheuvel.
- Gemeinsame Normdatei: 1081031573
- International Standard Name Identifier: 0000 0003 8930 8011
- Library of Congress Control Number: n2016043642
- Nederlandse Thesaurus van Auteursnamen: 303249684
- Virtual International Authority File: 282661944
- WorldCat: E39PBJgX7RjRMRFfYHKrCjyw4q